# Frådsten
Frådsten, kildekalk eller travertin  er en bjergart, der opstår ved aflejring af kalkholdigt vand i kilder og vandløb, når vandet breder sig over vegetationen. Den er en porøs kalksten, dannet ved med et højt indhold af bikarbonat eller Ca(HCO3)2. Når vandet kommer op i fri luft, damper CO2 væk, og tilbage bliver vand og kalk. (Når det samme sker ved kogning af postevand, kaldes kalkaflejringen for kedelsten.) Det er uopløseligt og aflejres som frådsten. Den er blød indtil den hærdes af luften, porøs med hulrum efter blade og plantedele, og gråhvid eller gullighvid af farve. Firkantede blokke kan skæres ud, og er ikke tunge at transportere. I frisk og våd tilstand er stenen let at forarbejde, men når den bliver tør, er den hård og vejrbestandig.

## Forekomst
Frådsten findes især ved skrænterne i de store dale på egnen omkring Roskilde og Holbæk, ved Broby på Fyn og i de østjyske tunneldale mellem Haderslev og Århus. I disse egne findes flertallet af de ca. 100 danske middelalderkirker, som helt eller delvist er bygget af frådsten. I den findes bladaftryk fra dværgbirk og netpil, som vidner om, at udfældningen af kildekalk begyndte lige efter istiden, inden skoven indvandrede til Danmark. Omkring 1840 begyndte landmænd ved Jelling at grave frådsten nede ved Grejsåen, og fra 1920 kunne bønderne på andre gårde i Jelling og nabosognene købe kildekalk fra grave i Grejs Ådal til gødskning. Kalkindholdet i kildekalken var meget højere (75-93 pct) end i mergel (15-20 pct). Der blev gravet kalk syd for Jelling Skov indtil begyndelsen af 1970'erne. I dag er kildekalksgravene i Grejs Ådal groet til med pilekrat. 
Frådsten var sandsynligvis et ret almindeligt og let tilgængeligt byggemateriale i tidlig middelalder, nok især i Østjylland, hvor isen for 10.000 år siden efterlod et stærkt kuperet landskab med en stærkt kalkholdig jordbund. Her har frådsten været udbredt, mens det i dag er sjældent at se i landskabet. Sandsynligvis er det opbrugt til byggeri. Det kan være sket meget tidligt i middelalderen, og måske en årsag til, at man i stedet begyndte at opføre kirker i kvadersten.  I dag kan frådsten dog stadig ses i naturen, hvis man tager til Grejsdalen nord for Vejle, hvor frådstensklipperne er omkring tre meter høje og dannet ved, at kalkholdigt kildevand har cementeret en gruset smeltevandsaflejring. Dette har efterladt en hård bjergart, som har været anvendt som byggemateriale til flere af egnens kirker.  Der er også bevaret et frådstens-profil nedenfor Jelling Skov.

## Sagnet
Angiveligt sad Knud den Hellige ved havet og udtalte et ønske om, at de endeløse mængder af havskum eller havfråde kunne anvendes til at bygge kirker af.  Efter hans død i 1086 blev der i Odense bygget en frådstenskirke - frådstenen sandsynligvis hentet fra Odense Ådal - som efter en brand i 1247 blev genrejst og i dag udgør Odense Domkirke, hvor der endnu ses frådsten i krypten. 

## Anvendelse
Frådsten er anvendt til byggemateriale i nogle af Danmarks ældste kirker; især i Østjylland (se Vor Frue Kirke (Århus)) og omkring Roskilde Fjord, hvor der fandtes et frådstensleje ved Elverdammen ved Vintre Møller  inderst i Holbæk Fjord.  Her findes kalkstensaflejringerne også som søaflejringer (søkalk). 
En af de ældste og mest interessante er Veng Kirke 7 km nord for Skanderborg.  Tveje Merløse Kirke er ligeledes rejst af frådsten. En af Sønderjyllands ældste kirker, Sønder Starup kirke lidt øst for Haderslev, er for en stor dels vedkommende opført af frådsten.
Frådsten blev også brugt til fremstilling af mørtel.